# یواس‌اس موهیکان (اس‌پی-۱۱۷)
یواس‌اس موهیکان (اس‌پی-۱۱۷) (به انگلیسی: USS Mohican (SP-117)) یک کشتی بود که طول آن ۱۴۴ فوت (۴۴ متر) بود. این کشتی در سال ۱۸۹۰ ساخته شد.